# Val-d’Épy
Val-d’Épy Val-d’Épy község Franciaország Burgundia-Franche-Comté régiójában, Jura megyében. Új községként 2016. január 1-jén jött létre Florentia, Nantey és Senaud község egyesítésével. 2018. január 1-jén La Balme-d’Épy korábbi község is beolvadt Val-d’Épy új községbe, melynek lélekszáma így 366 fő lett.
Lakosainak száma 302 fő (2022. január 1.). Val-d’Épy Thoissia, Andelot-Morval, Val Suran, Salavre, Coligny és Les Trois-Châteaux községekkel határos.

## Népesség
A település népessége az elmúlt években az alábbi módon változott:
| Lakosok száma | 343  | 334  | 325  | 318  | 310  | 302  |
|               | 2017 | 2018 | 2019 | 2020 | 2021 | 2022 |